# Hyophila beruensis
Hyophila beruensis är en bladmossart som beskrevs av Hugh Neville Dixon 1927. Hyophila beruensis ingår i släktet Hyophila och familjen Pottiaceae. Inga underarter finns listade i Catalogue of Life.